# آرك إيديتور
آرك إيديتور (بالإنجليزية: ArcEditor)‏ هو مجموعة برامج متوسطة المستوى مصممة للتحرير المتقدم للبيانات المكانية المنشورة بتنسيق إزري الخاص، وهو جزء من منتج آرك جي آي اس. توفر مجموعة البرامج أدوات لإنشاء الخرائط والبيانات الجغرافية المستخدمة في نظم المعلومات الجغرافية. آرك إيديتور غير مخصص للتحليل المكاني المتقدم، والذي يمكن إجراؤه باستخدام أعلى مستوى من آرك جي آي اس وآرك إنفو.

## روابط خارجية
- موقع ويب ESRI's ArcEditor